# Григор'євка (Новосибірська область)
Григор'євка (рос. Григорьевка) — присілок у Венгеровському районі Новосибірської області Російської Федерації.
Входить до складу муніципального утворення Петропавловська 1-а сільрада. Населення становить 108 осіб (2010).

## Історія
Згідно із законом від 2 червня 2004 року органом місцевого самоврядування є Петропавловська 1-а сільрада.

## Населення
| 2002 | 2007 | 2010 |
| ---- | ---- | ---- |
| 138  | ↗139 | ↘108 |

## Відомі люди
У Григор’євці народився видатний український криміналіст професор Михайло Васильович Салтевський.